# Caloplaca nashii
Caloplaca nashii је наранџасти  лишај који се налази на вапненачким стенама у северном Мексику, јужној Калифорнији и Баји Калифорнији. Понекад може бити благо ендолитик (расте унутар чврстих стена). Нема издужене режњеве као неки други красти лишаји.